# Charlotte Trim
Charlotte Trim est une esclave africaine devenue propriétaire affranchie en 1798 à Montréal.  

## Mise en esclavage
Née en Afrique, probablement en Guinée, sous un nom inconnu, Charlotte est mise en esclavage pour la famille Cook à l'âge de 12 ans, dans les Caraïbes. Elle serait née en 1762 ou en 1772 selon deux sources mentionnant l'âge à son décès. En 1777, Elle se trouve sur l'île Saint-Vincent dans les Caraïbes. George Cook, un intendant militaire adjoint du deuxième bataillon du 60e régiment Royal American, laisse à sa femme Margaret Rafter (garde-malade), par testament, son esclave Charlotte. En 1779, Charlotte est à Antigua ou elle passe aux mains de Jane Cook, la fille de ces deux derniers propriétaires. En 1783 environ, Charlotte arrive au Canada avec Jane Cook. Le 30 décembre 1787, elle aurait été baptisée.

## Libération
Le 22 et le 29 janvier 1798, une réclame est publiée dans le Montreal Gazette : « une excellente jeune négresse âgée d’une trentaine d’années, sachant faire toutes sortes de travaux dans la maison, particulièrement la lessive et le repassage. Elle n’a aucun défaut, est très honnête, sobre et assidue. S’adresser à l'Imprimerie ». L'historien Frank Mackey soupçonne que cette dernière vente d'esclave publiée concerne Charlotte puisque celle-ci s'enfuit en février 1798. Rattrapée, elle est jugée à la cour du banc du roi de Montréal par James Monk. Elle refuse de retourner chez Jane Cook. Le juge Monk la libère en raison d'un vice de procédures sur un bref d'Habeas corpus. En effet, aucune loi n'autorise officiellement l'esclavage sur le territoire colonial. En plus, une vieille loi britannique oblige que les esclaves en fuite soient envoyés en maison de correction et non en prison, puisqu'ils sont mineurs aux yeux de la loi. Or, il n'y a pas de maison de correction dans la colonie. Ainsi, Charlotte est libérée, la loi ne peut l'obliger à retourner en service ni la maintenir en prison. Cette décision enclenche une série de fuites et relâchements pour plusieurs esclaves noirs dans les mois suivants : Judith, Manuel Allen, Augustin, Robin, Lydia, Jane. Ce changement de rapport de force entre maître et esclave entame la fin graduelle de l'esclavage au Bas-Canada. L'esclavage est officiellement aboli dans tout l'empire britannique en 1833.

## Mariage
Libérée, Charlotte se marie avec John Trim, un homme noir affranchi depuis 1793. Il a plusieurs emplois et ils achètent plusieurs propriétés sur l'île de Montréal. Le couple s'installe sur la rue Saint-Augustin (McGill) et est assez aisé pour employer Catherine Guillet, une domestique haïtienne ancienne esclave de Benoite Gaétan, pendant environ 15 ans. Les Trim hébergent aussi des amis de la communauté noire anciennement en esclavage tels qu'Abraham Low, Roger Moore, Jacob Abdella ainsi que le couple Henry Moore et Margaret Plauvier avec qui ils achètent une maison. 
En 1821, Charlotte Trim doit ironiquement établir l'identité de Jane Cook afin qu'elle puisse obtenir la succession de sa sœur. 
Charlotte Trim décède le 23 septembre 1823 à l'âge de 51 ou 61 ans. Elle est enterrée dans l'ancien cimetière protestant de la rue Dochester.